# Văl

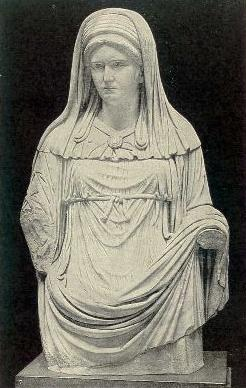
Statuia romană a unei Virgine Vestale.

Vălul este un articol de îmbrăcăminte sau pânză agățată care este destinat să acopere o parte a capului sau a feței sau un obiect cu o semnificație. Vălurile au o istorie lungă în societățile europene, asiatice și africane. Practica a fost proeminentă în diferite forme în iudaism, creștinism și islam. Practica văluitului este asociată în special cu femeile și obiectele sacre, deși în unele culturi este vorba de bărbați, mai degrabă decât de femei care sunt de așteptat să poarte văl. Pe lângă semnificația sa religioasă de durată, vălul continuă să joace un rol în anumite contexte seculare moderne, precum obiceiurile de nuntă.

## Legături externe
- Curtain article from the Jewish Encyclopedia